# Sonny Siaki
Sonny Siaki (né le 23 juillet 1974 à Pago Pago, Samoa américaines) est un catcheur américain. Il est principalement connu pour son travail à la Total Nonstop Action Wrestling où il travaille de 2002 à 2006.

## Jeunesse
Siaki étudie à l'université de l'Est de la Caroline où il joue dans l'équipe de football américain au poste de linebaker et obtient un bachelor en science avec comme spécialité la santé et le fitness.

## Carrière

### Débuts à la World Championship Wrestling puis passage à la World Wrestling Federation (1999-2001)
Siaki rejoint le Power Plant, l'école de catch de la World Championship Wrestling (WCW) où Paul Orndorff l'entraîne. Il y débute en 1999 et fait plusieurs matchs télévisés face à Allan Funk (en) et Elix Skipper au cours des enregistrements de WCW Saturday Night notamment et en 2000, il quitte la fédération car il pense que sa carrière ne va pas décoller s'il reste à la WCW.
Le 9 juillet 2001, il tente sa chance à la World Wrestling Federation où il fait un match non télévisé en avant l'enregistrement de WWF Jakked (en) face à Jorge Estrada. Après un bref passage à la Turnbuckle Championship Wrestling, une fédération basée en Géorgie et dirigé par Dusty Rhodes qui l'entraîne, il effectue à nouveau un match non télévisé à la World Wrestling Federation le 21 mai 2002 face à Michael Shane.

### Total Nonstop Action Wrestling (2002-2005)
Le 19 juin 2002, il fait équipe avec Jimmy Yang et Jorge Estrada et se font appeler les Flying Elvises en raison de leurs vêtements qui rappellent les tenues de scène d'Elvis Presley et ils remportent le tout premier match télévisé de la Total Nonstop Action Wrestling (TNA) face à A.J. Styles, Lo Ki et Jerry Lynn.

## Palmarès
- Deep South Wrestling (DSW)
  - 1 fois champion par équipe de la DSW avec Eric Pérez[6]

- Georgia Championship Wrestling (GCW)
  - 1 fois champion inter-état de la GCW[7]
  - 1 fois champion poids lourds de la GCW[8]
  - 2 fois champion par équipe de la GCW avec David Young puis The Wrestler[9]

- Swiss Wrestling Federation (SWF)
  - 1 fois champion Powerhouse de la SWF[10]

- Total Nonstop Action Wrestling (TNA)
  - 1 fois champion de la division X de la TNA[11]

- Turnbuckle Championship Wrestling (TCW)
  - 1 fois champion par équipe de la TCW avec Jorge Estrada[12]

## Récompenses des magazines
- Pro Wrestling Illustrated

| Année | 2003 | 2004 | 2005 | 2006 |
| ----- | ---- | ---- | ---- | ---- |
| Rang  | 95   | 122  | 169  | 379  |